# Druga hrvatska nogometna liga 1997-1998
La Druga hrvatska nogometna liga 1997-1998, conosciuta anche come 2. HNL 1997-1998, è stata la settima edizione della seconda divisione, la prima dopo 2 edizioni da terza serie del campionato di calcio croato.
Il torneo era costituito da 5 gironi di cui i vincitori (Jadran Parenzo nel girone Ovest, Segesta nel girone Centro, Čakovec nel girone Nord, Cibalia nel girone Est e RNK Spalato nel girone Sud) si sono sfidati negli spareggi-promozione (Kvalifikacije za 1. HNL in croato) che hanno visto la vittoria del Cibalia che ha ottenuto così la promozione in Prva liga 1998−99.
La HNS decise una ristrutturazione del campionato: nella stagione successiva ci fu un solo girone invece dei 5 di questa. Quindi solo le prime 3 di ogni girone rimasero in categoria, mentre la vincitrice degli spareggi fra i vincitori dei gironi salì in Prva liga e la seconda fece uno spareggio (perso) con la penultima della categoria superiore e rimase in Druga liga.

## Avvenimenti
Delle 83 squadre della stagione precedente, nessuna è stata promossa in 1. HNL e 23 sono state retrocesse in 3. HNL.

Dalla divisione inferiore non era prevista nessuna promozione, 20 sono state retrocesse dalle due divisioni superiori, portando così l'organico a 80 compagini.

La mancata iscrizione di 4 compagini (Pola ICI e Klana nel girone Ovest, Kraljevčan 38 e Sračinec nel girone Nord) ha comportato il ripescaggio del Rovigno (Ovest) e la promozione di Halubjan (Ovest), Tišljar−Ivančica e Čazmatrans (Nord) dalla 3.HNL.

Due squadre sono state iscritte in soprannumero: Val Kaštel Stari (11º nel girone Sud, ripescato dalla retrocessione) e Mladost Petrinja (Centro), inattivo e con lo status "congelato" dal 1991 a causa della guerra (Petrinja era stata occupata dai Serbi); l'organico definitivo così è di 82 compagini.

### Cambio denominazione
- Badel Sesvete → Sesvete
- Napredak Velika Mlaka → Velika Mlaka

## Girone Ovest

### Squadre partecipanti
| Squadra      | Sede              | Stadio            | Stagione 1996-97 | Stagione 1996-97        |
| Squadra      | Sede              | Stadio            | Pos.             | Divisione               |
| ------------ | ----------------- | ----------------- | ---------------- | ----------------------- |
| Orijent      | Fiume             | Krimeja           | 14º              | 1. HNL "A"              |
| Istria       | Pola              | Aldo Drosina      | 15°              | 1. HNL "A"              |
| Jadran Poreč | Parenzo           | Veli Jože         | 1º               | 2. HNL Ovest            |
| Pomorac      | Costrena          | Žuknica           | 2º               | 2. HNL Ovest            |
| Uljanik      | Pola              | Veruda            | 3º               | 2. HNL Ovest            |
| Gospić '91   | Gospić            | Balinovac         | 4º               | 2. HNL Ovest            |
| Žminj        | Gimino            | Igralište Žminja  | 5º               | 2. HNL Ovest            |
| Opatija      | Abbazia           | Igralište Opatije | 6º               | 2. HNL Ovest            |
| Pazinka      | Pisino            | Gradski           | 7°               | 2. HNL Ovest            |
| Grobničan    | Zaule di Liburnia | Mavrinci          | 8°               | 2. HNL Ovest            |
| Nehaj Senj   | Segna             | pod Nehajem       | 9°               | 2. HNL Ovest            |
| Rudar Labin  | Albona            | Gradski           | 11°              | 2. HNL Ovest            |
| Buje         | Buie              | Gradski           | 13º              | 2. HNL Ovest            |
| Vrbovsko     | Verbosco          | Vrbovsko          | 14º              | 2. HNL Ovest            |
| Rovinj       | Rovigno           | Valbruna          | 15º              | 2. HNL Ovest            |
| Halubjan     | Viškovo           | Brnasi            | 1º               | 3. HNL Ovest (Quarnero) |

### Classifica
Prima dell'inizio del torneo, il Vrbovsko era stato giudicato inadatto al torneo (campo troppo piccolo, mancanza di juniores), ma alla fine non è stato declassato a scapito dell'Umago, pronto al ripescaggio.
|                                      | Pos. | Squadra          | Pt | G  | V  | N  | P  | GF | GS  | DR  |
| ------------------------------------ | ---- | ---------------- | -- | -- | -- | -- | -- | -- | --- | --- |
|                                      | 1.   | Jadran Parenzo   | 72 | 30 | 22 | 6  | 2  | 75 | 20  | +55 |
|                                      | 2.   | Istria           | 69 | 30 | 22 | 3  | 5  | 89 | 30  | +59 |
|                                      | 3.   | Orijent          | 68 | 30 | 21 | 5  | 4  | 63 | 15  | +48 |
|                                      | 4.   | Pomorac          | 62 | 30 | 19 | 5  | 6  | 70 | 17  | +53 |
|                                      | 5.   | Gospić '91       | 45 | 30 | 11 | 12 | 7  | 47 | 28  | +19 |
|                                      | 6.   | Uljanik          | 43 | 30 | 12 | 7  | 11 | 42 | 31  | +11 |
|                                      | 7.   | Halubjan Viškovo | 41 | 30 | 11 | 8  | 11 | 33 | 50  | −17 |
|                                      | 8.   | Nehaj Senj       | 40 | 30 | 11 | 7  | 12 | 40 | 44  | −4  |
|                                      | 9.   | Pazinka          | 40 | 30 | 12 | 4  | 14 | 41 | 57  | −16 |
|                                      | 10.  | Žminj            | 37 | 29 | 10 | 7  | 12 | 40 | 40  | 0   |
|                                      | 11.  | Opatija          | 34 | 30 | 8  | 10 | 12 | 43 | 39  | +4  |
|                                      | 12.  | Rovigno          | 32 | 30 | 8  | 8  | 14 | 34 | 51  | −17 |
|                                      | 13.  | Rudar Labin      | 30 | 30 | 8  | 6  | 16 | 37 | 62  | −35 |
|                                      | 14.  | Grobničan Čavle  | 28 | 30 | 7  | 7  | 16 | 28 | 44  | −16 |
|                                      | 15.  | Buje             | 14 | 29 | 3  | 5  | 21 | 27 | 90  | −63 |
|                                      | 16.  | Vrbovsko (−3)    | 4  | 30 | 2  | 4  | 23 | 18 | 109 | −91 |
| Classifica e risultati su: rsssf.com |      |                  |    |    |    |    |    |    |     |     |

Legenda:

      Promossa in 1.HNL 1998-1999 dopo gli spareggi.

  Partecipa agli spareggi-promozione.

      Retrocessa in 3.HNL 1998-1999.

      Esclusa dal campionato.
Note:

Tre punti a vittoria, uno a pareggio, zero a sconfitta.
In caso di arrivo di due o più squadre a pari punti, la graduatoria viene stilata secondo la classifica avulsa tra le squadre interessate.

## Girone Centro
Poiché il girone era composto da 17 partecipanti, il Vrapče (primo delle "retrocesse" nella stagione precedente) aveva fatto ricorso per il ripescaggio per avere un numero pari di squadre. Ricorso respinto.

### Squadre partecipanti
| Squadra               | Sede          | Stadio                 | Stagione 1996-97 | Stagione 1996-97 |
| Squadra               | Sede          | Stadio                 | Pos.             | Divisione        |
| --------------------- | ------------- | ---------------------- | ---------------- | ---------------- |
| Segesta               | Sisak         | Gradski                | 11°              | 1. HNL "A"       |
| Inker                 | Zaprešić      | Gradski                | 16°              | 1. HNL "A"       |
| Ponikve               | Zagabria      | ŠRC Ponikve            | 6º               | 1. HNL "B"       |
| Zagorec               | Krapina       | ŠRC Podgora            | 9º               | 1. HNL "B"       |
| Napredak Velika Mlaka | Velika Gorica | Velika Mlaka           | 15º              | 1. HNL "B"       |
| Lučko                 | Zagabria      | Lučko                  | 1º               | 2. HNL Ovest     |
| Sesvete               | Zagabria      | ŠRC Sesvete            | 2º               | 2. HNL Ovest     |
| Karlovac              | Karlovac      | Branko Čavlović-Čavlek | 3º               | 2. HNL Ovest     |
| PIK Vrbovec           | Vrbovec       | Sajmište               | 4º               | 2. HNL Ovest     |
| Metalac Sisak         | Sisak         | Caprag                 | 5º               | 2. HNL Ovest     |
| Radnik V. Gorica      | Velika Gorica | Radnik                 | 6°               | 2. HNL Ovest     |
| Dinamo Odranski Obrež | Zagabria      | Dinamo                 | 7º               | 2. HNL Ovest     |
| Regeneracija Mladost  | Zabok         | Mladost                | 8º               | 2. HNL Ovest     |
| Posavina              | Zagabria      | Igralište na Savici    | 9º               | 2. HNL Ovest     |
| Lokomotiva            | Zagabria      | Kajzerica              | 10°              | 2. HNL Ovest     |
| Špansko               | Zagabria      | ŠRC Špansko            | 11º              | 2. HNL Ovest     |
| Mladost Petrinja      | Petrinja      | Gradski                | inattivo         | inattivo         |

### Classifica
|                                      | Pos. | Squadra                    | Pt | G  | V  | N  | P  | GF | GS  | DR   |
| ------------------------------------ | ---- | -------------------------- | -- | -- | -- | -- | -- | -- | --- | ---- |
|                                      | 1.   | Segesta                    | 70 | 32 | 21 | 7  | 4  | 71 | 15  | +56  |
|                                      | 2.   | Zagorec                    | 70 | 32 | 21 | 7  | 4  | 79 | 20  | +59  |
|                                      | 3.   | Posavina                   | 67 | 32 | 21 | 4  | 7  | 72 | 21  | +51  |
|                                      | 4.   | Inker Zaprešić             | 67 | 32 | 21 | 4  | 7  | 62 | 29  | +33  |
|                                      | 5.   | Sesvete                    | 66 | 32 | 20 | 6  | 6  | 66 | 28  | +38  |
|                                      | 6.   | Radnik V. Gorica           | 58 | 32 | 16 | 10 | 6  | 47 | 27  | +20  |
|                                      | 7.   | PIK Vrbovec                | 57 | 32 | 15 | 12 | 5  | 56 | 24  | +32  |
|                                      | 8.   | Špansko Zagabria           | 53 | 32 | 15 | 8  | 9  | 52 | 36  | +16  |
|                                      | 9.   | Mladost Petrinja           | 41 | 32 | 11 | 8  | 13 | 42 | 40  | +2   |
|                                      | 10.  | Regeneracija Mladost Zabok | 41 | 32 | 11 | 8  | 13 | 43 | 51  | −8   |
|                                      | 11.  | Ponikve                    | 37 | 32 | 11 | 4  | 17 | 47 | 60  | −13  |
|                                      | 12.  | Karlovac                   | 27 | 32 | 7  | 6  | 19 | 36 | 59  | −23  |
|                                      | 13.  | Metalac Sisak              | 26 | 32 | 4  | 14 | 14 | 40 | 54  | −14  |
|                                      | 14.  | Lokomotiva Zagabria        | 26 | 32 | 7  | 5  | 20 | 29 | 53  | −24  |
|                                      | 15.  | Lučko                      | 24 | 32 | 7  | 3  | 22 | 31 | 88  | −57  |
|                                      | 16.  | Dinamo Odranski Obrež      | 23 | 32 | 6  | 5  | 21 | 41 | 89  | −47  |
|                                      | 17.  | Velika Mlaka (-2)          | 4  | 32 | 1  | 3  | 28 | 11 | 131 | −120 |
| Classifica e risultati su: rsssf.com |      |                            |    |    |    |    |    |    |     |      |

Legenda:

      Promossa in 1.HNL 1998-1999 dopo gli spareggi.

  Partecipa agli spareggi-promozione.

      Retrocessa in 3.HNL 1998-1999.

      Esclusa dal campionato.
Note:

Tre punti a vittoria, uno a pareggio, zero a sconfitta.
In caso di arrivo di due o più squadre a pari punti, la graduatoria viene stilata secondo la classifica avulsa tra le squadre interessate.

## Girone Nord

### Squadre partecipanti
| Squadra           | Sede            | Stadio              | Stagione 1996-97 | Stagione 1996-97 |
| Squadra           | Sede            | Stadio              | Pos.             | Divisione        |
| ----------------- | --------------- | ------------------- | ---------------- | ---------------- |
| Čakovec           | Čakovec         | SRC Mladost         | 8º               | 1. HNL "B"       |
| Budućnost Hodošan | Donji Kraljevec | Sportski dom        | 1º               | 2. HNL Nord      |
| Bjelovar          | Bjelovar        | Gradski             | 2º               | 2. HNL Nord      |
| Varaždin          | Varaždin        | SC Sloboda          | 3º               | 2. HNL Nord      |
| Daruvar           | Daruvar         | Daruvar             | 4º               | 2. HNL Nord      |
| Podravac          | Virje           | Sportski park       | 5º               | 2. HNL Nord      |
| Omladinac NSR     | Čakovec         | NK Omladinac        | 6º               | 2. HNL Nord      |
| Mladost-Nada      | Hrastovac       | Igralište Hrastovac | 7º               | 2. HNL Nord      |
| Graničar Đurđevac | Đurđevac        | ŠRC Graničar        | 8º               | 2. HNL Nord      |
| Podravina         | Ludbreg         | NK Podravina        | 9º               | 2. HNL Nord      |
| Mladost Ždralovi  | Bjelovar        | Mladost             | 11º              | 2. HNL Nord      |
| Spartak           | Mala Subotica   | Jagodišće           | 12º              | 2. HNL Nord      |
| Križevci          | Križevci        | Gradski             | 13º              | 2. HNL Nord      |
| Polet Pribislavec | Čakovec         | Petar Peršić        | 15º              | 2. HNL Nord      |
| Tišljar−Ivančica  | Ivanec          | Gradski             | 1º               | 3. HNL Nord (A)  |
| Čazmatrans        | Čazma           | Gradski             | 1º               | 3. HNL Nord (B)  |

### Classifica
|                                      | Pos. | Squadra                | Pt | G  | V  | N  | P  | GF  | GS | DR  |
| ------------------------------------ | ---- | ---------------------- | -- | -- | -- | -- | -- | --- | -- | --- |
|                                      | 1.   | Čakovec                | 83 | 30 | 27 | 2  | 1  | 100 | 19 | +81 |
|                                      | 2.   | Budućnost Hodošan      | 78 | 30 | 25 | 3  | 2  | 96  | 22 | +74 |
|                                      | 3.   | Bjelovar               | 61 | 30 | 19 | 4  | 7  | 71  | 36 | +35 |
|                                      | 4.   | Varaždin               | 56 | 30 | 16 | 8  | 6  | 50  | 21 | +29 |
|                                      | 5.   | Čazma                  | 51 | 30 | 14 | 9  | 7  | 53  | 27 | +26 |
|                                      | 6.   | Podravac Virje         | 47 | 30 | 14 | 5  | 11 | 53  | 44 | +9  |
|                                      | 7.   | Mladost-Nada Hrastovac | 46 | 30 | 12 | 10 | 8  | 44  | 36 | +8  |
|                                      | 8.   | Ivančica Ivanec        | 42 | 30 | 12 | 6  | 12 | 47  | 55 | −8  |
|                                      | 9.   | Podravina Ludbreg      | 37 | 30 | 9  | 10 | 11 | 37  | 35 | +2  |
|                                      | 10.  | Omladinac NSR          | 33 | 30 | 8  | 9  | 13 | 35  | 47 | −12 |
|                                      | 11.  | Spartak Mala Subotica  | 31 | 30 | 9  | 4  | 17 | 32  | 56 | −24 |
|                                      | 12.  | Graničar Đurđevac      | 23 | 30 | 6  | 5  | 19 | 26  | 78 | −52 |
|                                      | 13.  | Daruvar                | 22 | 30 | 6  | 4  | 20 | 29  | 94 | −65 |
|                                      | 14.  | Mladost Ždralovi       | 21 | 30 | 5  | 6  | 19 | 24  | 57 | −33 |
|                                      | 15.  | Križevci               | 19 | 30 | 5  | 4  | 21 | 17  | 52 | −35 |
|                                      | 16.  | Polet Pribislavec (−3) | 19 | 30 | 5  | 7  | 18 | 28  | 63 | −35 |
| Classifica e risultati su: rsssf.com |      |                        |    |    |    |    |    |     |    |     |

Legenda:

      Promossa in 1.HNL 1998-1999 dopo gli spareggi.

  Partecipa agli spareggi-promozione.

      Retrocessa in 3.HNL 1998-1999.

      Esclusa dal campionato.
Note:

Tre punti a vittoria, uno a pareggio, zero a sconfitta.
In caso di arrivo di due o più squadre a pari punti, la graduatoria viene stilata secondo la classifica avulsa tra le squadre interessate.

## Girone Est

### Squadre partecipanti
| Squadra           | Sede                 | Stadio               | Stagione 1996-97 | Stagione 1996-97 |
| Squadra           | Sede                 | Stadio               | Pos.             | Divisione        |
| ----------------- | -------------------- | -------------------- | ---------------- | ---------------- |
| Marsonia          | Slavonski Brod       | Stanko Vlajnić-Dida  | 12º              | 1. HNL "A"       |
| Cibalia           | Vinkovci             | Cibalia              | 13°              | 1. HNL "A"       |
| Slavonija         | Požega               | Gradski              | 2º               | 1. HNL "B"       |
| Belišće           | Belišće              | Gradski              | 7°               | 1. HNL "B"       |
| Graničar          | Županja              | Stadio commemorativo | 13º              | 1. HNL "B"       |
| Olimpija          | Osijek               | U Donjem gradu       | 16º              | 1. HNL "B"       |
| Croatia Đakovo    | Đakovo               | NK Croatia           | 1º               | 2. HNL Nord      |
| Baranja           | Beli Manastir Osijek | Gradski Gradski vrt  | 2º               | 2. HNL Nord      |
| Dilj              | Vinkovci             | Dilj                 | 3º               | 2. HNL Nord      |
| Amater            | Slavonski Brod       | Amater               | 4º               | 2. HNL Nord      |
| Otok              | Otok                 | J.J. Strossmayera    | 5º               | 2. HNL Nord      |
| NAŠK Našicecement | Našice               | Gradski              | 6º               | 2. HNL Nord      |
| NK Đakovo         | Đakovo               | NK Đakovo            | 7º               | 2. HNL Nord      |
| Mladost Cernik    | Cernik               | Mladost              | 8º               | 2. HNL Nord      |
| Čepin             | Čepin                | ŠRC Čepin            | 9º               | 2. HNL Nord      |
| Satnica           | Petrijevci           | Športski park        | 10º              | 2. HNL Nord      |

### Classifica
|                                      | Pos. | Squadra               | Pt | G  | V  | N | P  | GF | GS | DR  |
| ------------------------------------ | ---- | --------------------- | -- | -- | -- | - | -- | -- | -- | --- |
|                                      | 1.   | Cibalia               | 71 | 30 | 22 | 5 | 3  | 80 | 19 | +61 |
|                                      | 2.   | Belišće               | 69 | 30 | 21 | 6 | 3  | 68 | 21 | +47 |
|                                      | 3.   | Croatia Đakovo        | 67 | 30 | 20 | 7 | 3  | 65 | 23 | +42 |
|                                      | 4.   | Otok                  | 62 | 30 | 19 | 5 | 6  | 59 | 26 | +33 |
|                                      | 5.   | Slavonija Požega      | 46 | 30 | 14 | 4 | 12 | 51 | 38 | +13 |
|                                      | 6.   | Marsonia              | 46 | 30 | 13 | 7 | 10 | 38 | 37 | +1  |
|                                      | 7.   | Satnica               | 38 | 30 | 12 | 2 | 16 | 41 | 55 | −14 |
|                                      | 8.   | Olimpija Osijek       | 34 | 30 | 9  | 7 | 14 | 31 | 36 | −5  |
|                                      | 9.   | Baranja Beli Manastir | 33 | 30 | 10 | 3 | 17 | 38 | 57 | −19 |
|                                      | 10.  | Graničar Županja      | 33 | 30 | 9  | 6 | 15 | 28 | 47 | −19 |
|                                      | 11.  | Čepin                 | 33 | 30 | 10 | 3 | 17 | 34 | 63 | -29 |
|                                      | 12.  | Amater Slavonski Brod | 32 | 30 | 8  | 8 | 14 | 42 | 59 | −17 |
|                                      | 13.  | NK Đakovo             | 31 | 30 | 9  | 4 | 17 | 29 | 59 | −30 |
|                                      | 14.  | NAŠK Našice           | 29 | 30 | 8  | 5 | 17 | 37 | 52 | −15 |
|                                      | 15.  | Dilj Vinkovci         | 28 | 30 | 7  | 7 | 16 | 35 | 53 | −18 |
|                                      | 16.  | Mladost Cernik        | 27 | 30 | 8  | 3 | 19 | 28 | 59 | −31 |
| Classifica e risultati su: rsssf.com |      |                       |    |    |    |   |    |    |    |     |

Legenda:

      Promossa in 1.HNL 1998-1999 dopo gli spareggi.

  Partecipa agli spareggi-promozione.

      Retrocessa in 3.HNL 1998-1999.

      Esclusa dal campionato.
Note:

Tre punti a vittoria, uno a pareggio, zero a sconfitta.
In caso di arrivo di due o più squadre a pari punti, la graduatoria viene stilata secondo la classifica avulsa tra le squadre interessate.

## Girone Sud

### Squadre partecipanti
| Squadra               | Sede              | Stadio                   | Stagione 1996-97 | Stagione 1996-97 |
| Squadra               | Sede              | Stadio                   | Pos.             | Divisione        |
| --------------------- | ----------------- | ------------------------ | ---------------- | ---------------- |
| Dubrovnik             | Ragusa            | Lapad                    | 3º               | 1. HNL "B"       |
| Mosor                 | Spalato           | Pricviće                 | 5º               | 1. HNL "B"       |
| Primorac Stobreč      | Spalato           | Igralište Blato          | 10º              | 1. HNL "B"       |
| Uskok Klis            | Clissa            | Igralište iza Grada      | 11º              | 1. HNL "B"       |
| Junak Sinj            | Signo             | Gradski                  | 12º              | 1. HNL "B"       |
| Neretva Metković      | Metković          | Igralište iza Vage       | 14º              | 1. HNL "B"       |
| RNK Spalato           | Spalato           | Park mladeži             | 1º               | 2. HNL Sud       |
| Raštane               | Gornje Raštane    | Tihomir Mitrović         | 2º               | 2. HNL Sud       |
| Jadran NGB Ploče      | Porto Tolero      | Jadranovo                | 3º               | 2. HNL Sud       |
| Omiš                  | Almissa           | Anđelko Marušić – Ferata | 4º               | 2. HNL Sud       |
| Mladost Proložac      | Donji Proložac    | Šarampov                 | 5º               | 2. HNL Sud       |
| Hrvatski vitez        | Possedaria        | Gordan Demo              | 6º               | 2. HNL Sud       |
| Prevlaka              | Gruda             | ŠC Gnjile                | 7º               | 2. HNL Sud       |
| Jadran Kaštel Sućurac | Castel S. Giorgio | Zrinski                  | 8º               | 2. HNL Sud       |
| Zmaj Makarska         | Macarsca          | Gradski sportski centar  | 9º               | 2. HNL Sud       |
| Solin                 | Salona            | pokraj Jadra             | 10º              | 2. HNL Sud       |
| Val Kaštel Stari      | Castelvecchio     | Vukovar                  | 11º              | 2. HNL Sud       |

### Classifica
|                                      | Pos. | Squadra                  | Pt | G  | V  | N  | P  | GF | GS | DR  |
| ------------------------------------ | ---- | ------------------------ | -- | -- | -- | -- | -- | -- | -- | --- |
|                                      | 1.   | RNK Spalato              | 68 | 32 | 21 | 5  | 6  | 52 | 19 | +33 |
|                                      | 2.   | Solin                    | 63 | 32 | 18 | 9  | 5  | 51 | 25 | +26 |
|                                      | 3.   | Mladost Proložac         | 63 | 32 | 19 | 6  | 7  | 43 | 31 | +12 |
|                                      | 4.   | Junak Sinj               | 61 | 32 | 18 | 7  | 7  | 55 | 32 | +23 |
|                                      | 5.   | Uskok Klis               | 57 | 32 | 17 | 6  | 9  | 58 | 44 | +14 |
|                                      | 6.   | Mosor (−1)               | 52 | 32 | 15 | 8  | 9  | 51 | 33 | +18 |
|                                      | 7.   | Prevlaka Gruda (−1)      | 51 | 32 | 14 | 10 | 8  | 48 | 27 | +21 |
|                                      | 8.   | Neretva Metković         | 43 | 32 | 13 | 4  | 15 | 42 | 34 | +8  |
|                                      | 9.   | Hrvatski vitez Posedarje | 40 | 32 | 12 | 4  | 16 | 37 | 37 | 0   |
|                                      | 10.  | Dubrovnik                | 38 | 32 | 10 | 8  | 14 | 26 | 40 | −14 |
|                                      | 11.  | Jadran Kaštel Sućurac    | 34 | 32 | 8  | 10 | 14 | 30 | 49 | −19 |
|                                      | 12.  | Omiš                     | 34 | 32 | 10 | 4  | 18 | 32 | 55 | −23 |
|                                      | 13.  | Val Kaštel Stari         | 33 | 32 | 10 | 3  | 19 | 32 | 53 | −21 |
|                                      | 14.  | Zmaj Makarska            | 33 | 32 | 8  | 9  | 15 | 37 | 50 | −13 |
|                                      | 15.  | Jadran Ploče             | 31 | 32 | 8  | 7  | 17 | 26 | 46 | −20 |
|                                      | 16.  | Primorac Stobreč         | 28 | 32 | 7  | 7  | 18 | 22 | 42 | −20 |
|                                      | 17.  | Raštane                  | 28 | 32 | 7  | 7  | 18 | 33 | 58 | −25 |
| Classifica e risultati su: rsssf.com |      |                          |    |    |    |    |    |    |    |     |

Legenda:

      Promossa in 1.HNL 1998-1999 dopo gli spareggi.

  Partecipa agli spareggi-promozione.

      Retrocessa in 3.HNL 1998-1999.

      Esclusa dal campionato.
Note:

Tre punti a vittoria, uno a pareggio, zero a sconfitta.
In caso di arrivo di due o più squadre a pari punti, la graduatoria viene stilata secondo la classifica avulsa tra le squadre interessate.

## Spareggi-promozione
Le vincenti dei 5 gironi, più la seconda del Girone Centro, vengono divise in 2 triangolari. Le vincitrici si sfidano per la promozione in Prva liga, la finalista sconfitta affronta la penultima della categoria superiore in un ulteriore spareggio.

### Girone 1
| Squadra        | Pti | G | V | N | P | GF | GS | DR |
| -------------- | --- | - | - | - | - | -- | -- | -- |
| Segesta        | 4   | 2 | 1 | 1 | 0 | 4  | 3  | +1 |
| Jadran Parenzo | 2   | 2 | 0 | 2 | 0 | 2  | 2  | 0  |
| Čakovec        | 1   | 2 | 0 | 1 | 1 | 1  | 2  | −1 |

| Data       | Partita                | Ris. |
| ---------- | ---------------------- | ---- |
| 26.05.1998 | Segesta−Jadran Parenzo | 2−2  |
| 27.05.1998 | Jadran Parenzo−Čakovec | 0−0  |
| 28.05.1998 | Čakovec−Segesta        | 1−2  |

### Girone 2
| Squadra     | Pti | G | V | N | P | GF | GS | DR |
| ----------- | --- | - | - | - | - | -- | -- | -- |
| Cibalia     | 4   | 2 | 1 | 1 | 0 | 4  | 3  | +1 |
| Zagorec     | 4   | 2 | 1 | 1 | 0 | 3  | 2  | +1 |
| RNK Spalato | 0   | 2 | 0 | 0 | 2 | 1  | 3  | −2 |

| Data       | Partita             | Ris. |
| ---------- | ------------------- | ---- |
| 26.05.1998 | RNK Spalato−Zagorec | 0−1  |
| 27.05.1998 | Cibalia−RNK Spalato | 2−1  |
| 28.05.1998 | Zagorec−Cibalia     | 2−2  |

### Finale
Le vincitrici dei due triangolari si sfidano per un posto in 1.HNL 1998-99.
| Arbitro: | Supraha (Spalato) |

|                        |           |             |
| Crnčević 12’ Bojko 35’ | Marcatori | 21’ Radišič |

- Cibalia promosso, Segesta allo spareggio

### Spareggio inter-divisionale
Il Mladost 127 (penultimo in Prva liga) incontra in gara unica il Segesta (secondo in Druga liga) e vince 2-1, rimanendo così in massima serie.
| Zagabria 7 giugno 1998 | Mladost 127 | 2 – 1 | Segesta | Stadio Kranjčevićeva |

## La nuova Druga liga a girone unico
Dalla stagione successiva ci fu la Druga liga a girone unico con 16 squadre. Fu formata dalle migliori 3 squadre di ogni girone (eccetto il promosso Cibalia Vinkovci, rimpiazzato dal retrocesso Samobor). In totale facevano 15, come 16ª fu scelto il Vukovar 91 che era stato congelato a causa della guerra e che fu reintegrato nei campionati proprio nel 1998. Ecco le squadre:
- Segesta
- Samobor
- RNK Spalato
- Jadran Parenzo
- Zagorec
- Čakovec
- Vukovar
- Solin
- Mladost Proložac
- Istria
- Orijent
- Posavina
- Budućnost Hodošan
- Bjelovar
- Belišće
- Croatia Đakovo